# Трабија
Трабија (итал. Trabia) је насеље у Италији у округу Палермо, региону Сицилија.
Према процени из 2011. у насељу је живело 9276 становника. Насеље се налази на надморској висини од 18 м.

## Становништво
Према резултатима пописа становништва 2011. у општини је живело 9.344 становника.
| 1931. | 1936. | 1951. | 1961. | 1971. | 1981. | 1991. | 2001. | 2011. |
| ----- | ----- | ----- | ----- | ----- | ----- | ----- | ----- | ----- |
| 5.087 | 5.457 | 5.963 | 6.115 | 6.342 | 6.947 | 8.067 | 8.252 | 9.344 |